# Trochosippa
Trochosippa là một chi nhện trong họ Lycosidae.